# 崔谌
崔谌（？—？），《北史》及《新唐书·宰相世系表》误作谋开，《北齐书》误作谋，博陵郡安平县（今河北省衡水市安平县）人，出自博陵崔氏第三房，是崔天护的孙子，北魏定州主簿崔穆的儿子。

## 生平
东魏武定五年（547年），李德林的父亲李敬族去世，崔谌当时休假回到故乡博陵郡安平县，车马和穿着的衣服非常华丽，崔谌将要从自己的住所到李德林家中去凭吊，两家相距十余里，跟随崔谌的有数十骑马的人，崔谌稍微减少随从，到李德林家中时只有五人骑马跟随，崔谌说不可以让李德林责怪声威气势逼人。崔谌后官至河间郡太守，仗着自己的弟弟崔暹的权势，向平南将军、高阳内史李绘索要麋的角和鸰的羽毛，李绘回信说：“鸰的羽毛有六条管子，一飞就会上天，麋有四只脚，一走就会下海。下官身体疏懒，手脚迟钝，不能追逐飞鸟和走兽，远远的侍奉善于花言巧语的人。”当时高澄挑选司徒左长史，崔暹推荐了李绘，最终没有实行，大家都说是因为这封信。
崔谌的家族世代遗传脱落眉毛的疾病，李庶不长胡须，当时的人称他是天生的阉人。崔谌取笑李庶说：“教给老弟一个种胡须的办法，用锥子在脸上扎孔，再到孔上插入马尾。”李庶说：“先用这种方法在您家试用，种眉毛成功了，然后我再来种胡须。”邢子才在一旁大笑，对崔谌说：“您不熟悉李庶，为什么冒犯他？”民俗将滹沱河称为崔家的墓地，也就是“呼秃河”的意思。